# Eurorregión

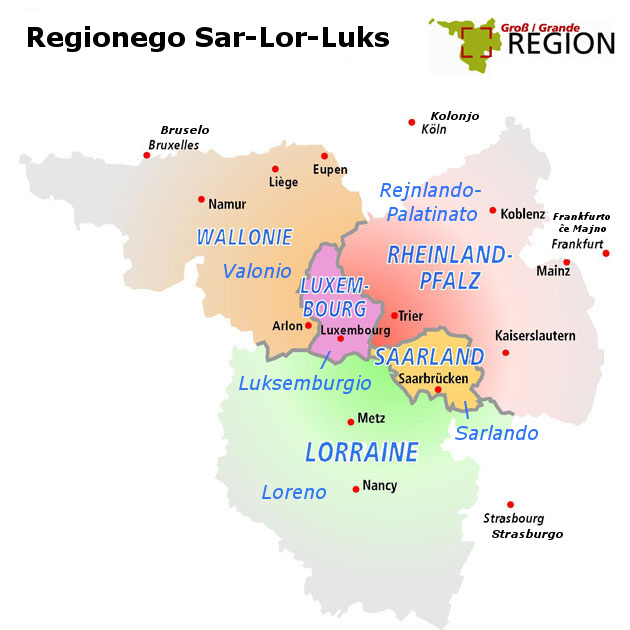
Eurorregión Saar-Lor-Lux

En la política europea, una eurorregión es una forma de estructura para la cooperación transfronteriza entre dos o más países europeos. Las eurorregiones normalmente no corresponden a ningún gobierno legislativo o institución gubernamental, no tienen poder legislativo propio y sus competencias están frecuentemente limitadas al gobierno local y regional. También son frecuentemente organizados para promover intereses comunes a través de la frontera y cooperar para el bien común de las poblaciones fronterizas. Aunque el término "eurorregión" tiene un significado parecido, no debe ser confundido con las ordinarias regiones de Europa.

## Criterios para las eurorregiones
La Asociación de Regiones Europeas Fronterizas establece los siguientes criterios para la identificación de eurorregiones :
- Una asociación de autoridades locales y regionales en ambos lados de la frontera nacional, a veces con consenso parlamentario;
- Una asociación transfronteriza con un secretariado fronterizo y un equipo técnico y administrativo con recursos propios;
- De ley natural privada, basado en asociaciones sin ánimo de lucro o fundaciones en ambos lados de la frontera en concordancia con la respectiva normativa legal;
- De ley natural pública, basado en acuerdos entre estados, tratando entre otras muchas cosas, la participación de autoridades territoriales.

Es difícil asociar un marco legal al término «eurorregión» ya que estas operan obviando las fronteras de los países y algunos aspectos varían fuertemente de un país a otro.

## Convenciones para los nombres
La convención para nombrar las eurorregiones es tan variada como las formas de eurorregiones. La mayor parte de los nombres locales para una eurorregión incluyen: euroeskualde, euregio, euregion, euroregion, europaregion, euroregiune, grand region, regio o council.